# هيريانسدام
هيريانسدام (نطق هولندي: [ˌɦeːrjɑnzˈdɑm]  ( أنصت)) هي قرية غرب هولندا، بمقاطعة جنوب هولندا. يبغ عدد سكانها 3,590 نسمة. وهي بلدية سابقة تم دمجها مع بلدية زفايندريخت في عام 2003.